# Martin Ness
Martin Ness (* 18. Februar 1942 in Augsburg; † 12. Oktober 1987 in Biburg bei Diedorf) war in den 1960er Jahren ein erfolgreicher deutscher Tischtennisspieler. Bei der Weltmeisterschaft 1969 erreichte er mit der Herrenmannschaft das Finale.

## Werdegang
Bereits als Jugendlicher wurde Ness Vizemeister bei den bayerischen und deutschen Meisterschaften, bei den Junioren-Europameisterschaften belegte er im Einzel, Doppel und Mixed jeweils den dritten Platz. Mit Post SV Augsburg spielte er zunächst in der Oberliga, der damals höchsten deutschen Spielklasse, und von 1966 bis 1971 in der 1. Bundesliga. 1967 errang er mit diesem Verein die deutsche Pokalmeisterschaft und nahm daraufhin am Europa-Cup teil. 1971 wechselte Ness zu TTG Altena-Nachrodt, mit dem er 1973 deutscher Meister und deutscher Pokalsieger wurde.
Ness stand etwas im Schatten von Eberhard Schöler, gegen den er jeweils 1965 und 1967 das Endspiel um die deutsche Meisterschaft verlor. 1973 dagegen unterlag er Wilfried Lieck und wurde damit zum 3. Mal deutsche Vizemeister im Einzel. Dafür wurde er 4-mal deutscher Meister im Doppel.
Zwischen 1960 und 1971 bestritt er insgesamt 65 Länderspiele für Deutschland. Erstmals wurde er im November 1960 gegen Österreich eingesetzt, wo er alle drei Einzel gewann. 1984 beendete er seine aktive Laufbahn.
Für seine hervorragenden sportlichen Leistungen überreichte ihm am 6. Juni 1969 der Bundespräsident in Bonn das Silberne Lorbeerblatt.
Bei der Gestaltung seines Tischtennisschlägers war er ein ausgesprochener Tüftler. Lange bevor John Hilton mit einer ähnlichen Konstruktion 1980 in Bern Europameister wurde, verwendete Ness auf seiner Rückhandseite einen Anti-Topspin-Belag, dessen spröde, großporige und unelastische Schwammunterlage er gegen einen hochelastischen 2,5 mm starken Offensiv-Schwamm hatte austauschen lassen.

## Die Affäre Ness
Im Anschluss an die Europameisterschaft 1964 warf der Vorstand des Deutschen Tischtennis-Bundes DTTB Martin Ness „unkameradschaftliches und disziplinloses“ Verhalten vor. Er habe den offiziellen DTTB-Anzug verspätet und in unordentlichen Zustand zurückgegeben. Diesem vordergründigen Vorwurf reichte der DTTB-Vorstand weitere Vorfälle nach. Wegen dieser Vorwürfe nominierte der DTTB den damals zweitbesten deutschen Spieler, Ness, nicht für die Weltmeisterschaft 1965. Diese Sanktion wertete der DTTB-Sportausschuss als Spielersperre. Da der Sportausschuss für Spielersperren zuständig ist, fühlte sich dieser übergangen, weshalb vier der sieben Ausschuss-Mitglieder im Februar und März 1965 zurücktraten (Eberhard Rottkewitz, Rudi Gruber, Anton Luberichs, Willi Meyer). Die dadurch ausgelöste Krise im DTTB kam insbesondere im Hinblick auf die bevorstehende WM ungelegen. Nach der WM kündigte der DTTB fristlos dem Journalisten Adolf Hüngsberg, da er im Fachorgan DTS einen kritischen Bericht zu den Vorgängen geschrieben hatte, gleichzeitig wurde die Zusammenarbeit mit dem Autor Hans Wilhelm Gäb beendet.
Nach der Ablösung des Vorstandes in Borkum 1965 wurde Ness wieder für die Nationalmannschaft nominiert.

1. ↑  Nichtberücksichtigung von Ness - Zeitschrift DTS, 1965/3 Ausgabe West Seite 2
2. ↑  Rücktritt Rottkewitz - Zeitschrift DTS, 1965/5 Ausgabe West Seite 2
3. ↑  Rücktritt Gruber, Luberichs und Meyer - Zeitschrift DTS, 1965/6 Ausgabe West Seite 2
4. ↑  Hans Korn: "Fall Martin Ness" ins rechte Licht gerückt - Zeitschrift DTS, 1965/8 Ausgabe West Seite 13
5. ↑  Stellungnahme des DTTB-Vorstandes - Zeitschrift DTS, 1965/8 Ausgabe West Seite 16
6. ↑  Der Redakteur der Fachzeitschrift Deutscher Tischtennis Sport Adolf Hüngsberg wird durch Ralf Schoppe ersetzt, Ende der Zusammenarbeit mit Gäb. - Zeitschrift DTS, 1965/10 Ausgabe West Seite 2 + 1965/11 Seite 2 + Seite 5–6 + Seite 18
7. ↑  Heinz-Joachim Kermel: Was muß die Zukunft bringen?, Zeitschrift DTS, 1965/12 Ausgabe West Seite 15–16
8. ↑  Ness wieder für die Nationalmannschaft nominiert. - Zeitschrift DTS, 1965/14 Ausgabe West Seite 5

## Privat
Ness lebte in Neusäß bei Augsburg. Er hatte eine Ausbildung als Lebensmittelkaufmann. Er war seit 1964 verheiratet mit Heide Margarete, sie haben einen Sohn Alexander und eine Tochter Simone. Nach dem Ende seiner Tischtenniskarriere war er aktiv im alpinen Bergsteigen. Am 12. Oktober 1987 wurde er auf der Bahnstrecke Augsburg–Ulm von einem Zug erfasst und tödlich verletzt.

## Erfolge
- Teilnahme an Tischtennisweltmeisterschaften
  - 1961 in Peking
    - 8. Platz mit Herrenteam

  - 1967 in Stockholm
    - 3. Platz mit Herrenteam

  - 1969 in München
    - 2. Platz mit Herrenteam

  - 1971 in Nagoya
    - Achtelfinale im Doppel
    - 6. Platz mit Herrenteam

- Teilnahme an Europameisterschaften
  - 1962 in Berlin-West (nicht in der Mannschaft)
  - 1964 in Malmö
    - 6. Platz mit Herrenteam

  - 1966 in London
    - Viertelfinale im Doppel
    - 7. Platz mit Herrenteam

  - 1970 in Moskau
    - 5. Platz mit Herrenteam

- Internationale Meisterschaften
  - 1960 Berlin: 4. Platz Doppel (mit Josef Seiz)

- Nationale deutsche Meisterschaften
  - 1959 in Frankfurt/Main: Jugendmeisterschaft: 2. Platz Einzel, 2. Platz Doppel (mit Peter Lieb), 2. Platz Mixed (mit Helga Scheithe)
  - 1960 in Essen: 4. Platz Einzel, 2. Platz Doppel (mit Josef Seiz)
  - 1961 in Wolfsburg: 2. Platz Einzel, 1. Platz Doppel (mit Josef Seiz)
  - 1962 in Freiburg: 4. Platz Doppel (mit Josef Seiz)
  - 1963 in Lübeck: 4. Platz Doppel (mit Conny Freundorfer)
  - 1964 in Siegen: 3. Platz Einzel, 2. Platz Doppel (mit Conny Freundorfer), 3. Platz Mixed (mit Heide Dauphin)
  - 1965 in Wiesloch: 2. Platz Einzel, 4. Platz Doppel (mit Conny Freundorfer)
  - 1967 in Berlin: 2. Platz Einzel, 1. Platz Doppel (mit Peter Stähle)
  - 1968 in Böblingen: 2. Platz Doppel (mit Peter Stähle)
  - 1969 in Hagen: 3. Platz Einzel
  - 1970 in Frankfurt/Main: 1. Platz Doppel (mit Wilfried Lieck)
  - 1971 in Hannover: 2. Platz Doppel (mit Wilfried Lieck)
  - 1972 in Karlsruhe: 1. Platz Doppel (mit Wilfried Lieck)
  - 1973 in München: 2. Platz Einzel, 1. Platz Doppel (mit Wilfried Lieck)
  - 1974 in Saarbrücken: 4. Platz Einzel, 2. Platz Doppel (mit Wilfried Lieck)
  - 1975 in Hannover: 4. Platz Doppel (mit Wilfried Lieck)

- Bundesranglistenturniere
  - 1964 in Mölln: 1. Platz
  - 1966 in Wiesloch: 3. Platz
  - 1969 in Siegen: 4. Platz
  - 1970 in Augsburg: 1. Platz
  - 1971 in Duisburg: 4. Platz

- Deutsche Mannschaftsmeisterschaften
  - 1973 1. Platz mit TTG Altena-Nachrodt

- Deutsche Pokalmeisterschaften
  - 1967 in Augsburg: 1. Platz mit Post SV Augsburg
  - 1973 in Velbert: 1. Platz mit TTG Altena-Nachrodt

- Bayerische Meisterschaften
  - 1958 Jugendmeisterschaft: 2. Platz Einzel
  - 1961 München: 1. Platz Einzel, 1. Platz Doppel (mit Josef Seiz)
  - 1963 Straubing: 1. Platz Doppel (mit Anton Breumair), 1. Platz Mixed (mit Heide Dauphin)
  - 1964 Nürnberg: 1. Platz Einzel, 1. Platz Mixed (mit Karla Schulz)
  - 1965 Schwandorf: 1. Platz Einzel, 1. Platz Doppel (mit Anton Breumair), 1. Platz Mixed (mit Heide Dauphin)
  - 1966 Erlangen: 1. Platz Einzel
  - 1967 Augsburg: 1. Platz Doppel (mit Peter Stähle)
  - 1968 Rosenheim: 1. Platz Einzel, 1. Platz Doppel (mit Peter Stähle), 1. Platz Mixed (mit Heidi Müller)
  - 1969 Würzburg: 1. Platz Einzel, 1. Platz Mixed (mit Sieglinde Prell)
  - 1970 Straubing: 1. Platz Mixed (mit Sieglinde Prell)
  - 1971 Augsburg: 1. Platz Einzel, 1. Platz Doppel (mit Peter Stähle), 1. Platz Mixed (mit Sieglinde Prell)
  - 1972 Schwandorf: 1. Platz Einzel, 1. Platz Doppel (mit Bernd Deffner), 1. Platz Mixed (mit Sieglinde Prell)
  - 1976 Bogen: 1. Platz Doppel (mit Walter Pfister)
  - 1977 Weiden: 1. Platz Einzel, 1. Platz Doppel (mit Walter Pfister)
  - 1978 Rehau: 1. Platz Einzel
  - 1979 Neustadt/Aisch: 1. Platz Doppel (mit Walter Pfister)

- Ranglistenplätze
  - 1964–1967: 2. Platz der deutschen Rangliste

- Vereine
  - Post SV Augsburg (1953–1971)
  - TTG Altena-Nachrodt (ab 1971)
  - TSV Milbertshofen
  - TTC Altena
  - SC Fürstenfeldbruck (bis 1984)

## Turnierergebnisse
| Verband | Veranstaltung                         | Jahr | Ort       | Land | Einzel     | Doppel        | Mixed      | Team |
| ------- | ------------------------------------- | ---- | --------- | ---- | ---------- | ------------- | ---------- | ---- |
| FRG     | Europameisterschaft                   | 1966 | London    | ENG  |            | Viertelfinale |            |      |
| FRG     | Jugend-Europameisterschaft (Junioren) | 1959 | Constanza | ROU  | Halbfinale |               |            |      |
| FRG     | Weltmeisterschaft                     | 1971 | Nagoya    | JPN  | letzte 128 | letzte 16     | letzte 64  | 6    |
| FRG     | Weltmeisterschaft                     | 1969 | München   | FRG  | letzte 64  | letzte 64     | letzte 64  | 2    |
| FRG     | Weltmeisterschaft                     | 1967 | Stockholm | SWE  | letzte 128 | letzte 64     | letzte 128 | 4    |
| FRG     | Weltmeisterschaft                     | 1961 | Peking    | CHN  | letzte 64  | letzte 16     | letzte 32  | 8    |